# Arnaud Di Pasquale
Arnaud Di Pasquale (n. 11 februarie 1979, Casablanca, Casablanca-Settat⁠(d), Maroc) este un jucător de tenis francez, medaliat olimpic. A participat la o ediție a Jocurilor Olimpice (2000) în care a câștigat o medalie de bronz.

## Participări
Lista de mai jos prezintă principalele competiții la care a participat Arnaud Di Pasquale de-a lungul carierei.
- tennis at the 2000 Summer Olympics – men's singles[*]